# Herbassars del barranc dels Enllosats
La zona humida coneguda com els Herbassars del barranc dels Enllosats es troba en una zona de gran valor natural anomenada Segalassos. A la capçalera del barranc dels Enllossats es formen un tolls i patamolls que arriben a abastar uns 200 metres de longitud per 25-30 d'amplada. La superfície que aquí s'ha considerat és d'unes 0,5 hectàrees. Pel fet de tractar-se de la capçalera del barranc i que la zona sigui bastant plana, no permet l'aportació de cap aqüífer i l'entrada d'aigua es produeix únicament per precipitació. La inundació, com és de preveure, hi és temporal, la qual cosa pot comportar que en èpoques de l'any la zona es trobi completament seca.

## Fauna i flora
Pel que fa a la vegetació, destaquen els claps de vegetació amfibia mediterrània de basses temporals (hàbitat d'interès comunitari, codi 3170), les jonqueres amb jonc boval (Scirpus holoschoenus) (hàbitat d'interès comunitari, codi 6420) i altres. Referent a la fauna, en no haver-hi peixos és un punt molt destacat per a la fauna amfíbia.

## Protecció
Aquest indret és un punt de diversificació ambiental de l'àmplia zona dels Segalassos, ocupada bàsicament per un alzinar extens i ben constituït de gran valor natural i paisatgístic. L'interès conservacionista de tot aquest paratge ha portat diverses entitats naturalistes i ambientalistes de la comarca a proposar una ampliació del l'espai del PEIN "Muntanyes de Prades" per tal d'incorporar-hi la totalitat dels Segalassos. No obstant, actualment l'espai forma part de la Xarxa Natura 2000 ES5140008 "Muntanyes de Prades".